# Reynaldo Gianecchini
Reynaldo Cisoto Gianecchini Júnior (ur. 12 listopada 1972 w Birigui) – brazylijski aktor telewizyjny i model. Był gwiazdą kilku telenowel brazylijskiej stacji TV Globo.

## Życiorys
Urodził się w Birigui, w stanie Sāo Paulo jako jedyny syn Heloísy Heleny, emerytowanej nauczycielki historii, i Reynaldo Gianecchiniego Sr., profesora chemii. Ma włoskie pochodzenie ze strony ojca. Wychowywał się z dwiema siostrami Cláudią i Robertą. Mając sześć lat wystąpił w szkolnym przedstawieniu. W 1997 ukończył prawo na uniwersytecie Pontifica Universidade Católica w São Paulo. Jednak porzucił karierę prawnika, gdy przez osiem lat zaczął pracować jako model – w Paryżu, Nowym Jorku, Mediolanie, Londynie i Berlinie. 
W 1998 zadebiutował na scenie w sztuce Cacilda. W latach 2000–2001 grał młodego lekarza uwikłanego w trójkąt miłosny z matką i córką w telenoweli TV Globo Laços de Família. Następnie brał udział w telenoweli As Filhas da Mãe (2001–2002) jako Ricardo Brandão, który zakochuje się w swojej przyjaciółce z pracy. Na dużym ekranie zadebiutował w komedii romantycznej Nieprzeparta kobieta (Avassaladoras, 2002). 

## Życie prywatne
W lipcu 1998 poślubił starszą od siebie o 24 lata brazylijską dziennikarkę Marílię „Gabi” Gabrielę, matkę dwóch synów – aktora Theodoro Cochrane i dziennikarza Christiano Cochrane. Jednak 27 października 2006 doszło do separacji. W 2019 Reynaldo ujawnił w wywiadzie dla gazety „O Globo”, że miał też stosunki seksualne z mężczyznami. Później określił siebie jako panseksualnego.
1 sierpnia 2011 został przyjęty do szpitala Sírio-Libanês w São Paulo w celu leczenia przewlekłego zapalenia gardła, które leczone antybiotykami wywołało silną reakcję alergiczną. Późniejsze badanie wykazało jednak chłoniaka Hodgkina typu angioimmunoblastycznego chłoniaka T–komórkowego. W 2011 w wieku 38 lat przeszedł chemioterapię w szpitalu Sírio-Libanês w São Paulo w celu leczenia chłoniaka angioimmunoblastycznego z komórek T.

## Filmografia

### filmy
- 2002: Nieprzeparta kobieta (Avassaladoras) jako Thiago
- 2005: Roboty (Robôs) jako Rodney Lataria (głos)
- 2005: Historia Rosy (A História de Rosa, TV) jako Zeca
- 2007: Primo Basílio jako Jorge
- 2008: Sexo com Amor? jako Rafael
- 2008: Entre Lençóis jako Roberto
- 2008: O Natal do Menino Imperador (TV) jako Piotr I
- 2009: Divã jako Théo
- 2009: Flordelis - Basta Uma Palavra Para Mudar jako Alex
- 2013: Se Puder... Dirija! jako André
- 2014: S.O.S. Mulheres ao Mar jako André B. de Queiroz
- 2015: S.O.S. Mulheres ao Mar 2 jako André B. de Queiroz
- 2016: Meu Amigo Hindu jako Ricardo Steen
- 2017: Diminuta jako Cristiano
- 2018: Ser Tão Velho Cerrado (dokumentalny) w roli samego siebie
- 2021: Fédro (dokumentalny) jako Fedro / w roli samego siebie

### telenowele
- 2000: Laços de Família jako Eduardo ‘Edu’ Monteiro Fernández
- 2001: As Filhas da Mãe jako Ricardo Brandão
- 2002: Sai de Baixo jako Marlon Brandson
- 2003: Mulheres Apaixonadas jako Ricardo
- 2003: Casseta & Planeta Urgente jako Dr Gianecologista
- 2003: Esperança jako Antonio ‘Toni’
- 2004: Barwy grzechu (Da Cor do Pecado) jako Paco Lambertini / Apolo Sardinha
- 2005: Clara e o Chuveiro do Tempo jako Alberto Santos-Dumont
- 2005: A História de Rosa jako Zeca
- 2005–2006: Belíssima jako Pascoal Silva
- 2006: Lu' jako Edílson
- 2007: Siedem grzechów (Sete Pecados) jako Dante Florentino
- 2010: Passione jako Frederico „Fred” Lobato Filho
- 2012: Cheias de Charme w roli samego siebie
- 2012: Guerra dos Sexos jako Fernando Cardoso „Nando”
- 2014: Em Família jako Carlos Eduardo dos Santos „Cadu”
- 2015: Verdades Secretas jako Anthony Mariano
- 2016: A Lei do Amor jako Pedro Guedes Leitão
- 2019: A Dona do Pedaço jako Régis Mantovani
- 2022: Bom Dia, Verônica jako misjonarz Matias Carneiro